# Schroeder Roadshow
Schroeder Roadshow war eine in Köln gegründete Politrock-Anarcho-Clown-Band, die von 1975 bis 1986 durch ihre teils ironischen und politischen Texte sowie ihre Konzertauftritte bekannt wurde. Ihre musikalische Stilistik verband zeittypische Rockmusik mit starken Einflüssen aus Funk und Soul. Politisch war sie der Hausbesetzer- und Anarchoszene zuzuordnen und wurde zu einer der Kultbands ihrer Zeit in der Bundesrepublik Deutschland.

## Geschichte

### Gründung
Der Undergrounddichter Ulrich Hundt führte in den 1970ern gemeinsam mit dem Schlagzeuger Detlef Landmann die Kölner Szenekneipe Daddy’s Madhouse, in der Lokalgrößen wie Heiner Lauterbach, Jürgen Zeltinger und andere verkehrten. Zur Vertonung seiner Gedichte war er auf der Suche nach einer geeigneten Band. Die fand er mit Schroeder, die aus der Band Hoffmann des Songwriters Günter Hoffmann hervorgegangen war. Namensgeber war der Klavierspieler Schroeder aus der Comicserie Die Peanuts. Der Bassist von Schroeder war Rich Schwab, welcher in Daddy’s Madhouse bediente, schon in diversen Projekten mitgewirkt hatte und einsehen musste, dass mit deutschsprachigen Liebesliedern in Jazzrock-Arrangements kaum kommerzieller Erfolg zu erwarten war. Als Gitarrist fand sich Gerd Beracz, den Schwab schon 1964 auf einem Beat-Festival kennengelernt hatte. Nach dem Besuch einer Show des Clowns Jango Edwards und dessen Friends Roadshow in einem Kölner Programmkino stand das weitere Konzept fest: anarchischer Humor, deftige Show und Respekt vor nichts und niemandem. Die Schroeder Roadshow war geboren.

### Erste Platte und erste Meinungsunterschiede
Die Band verzichtete auf die Unterstützung der Plattenindustrie. In eigener Produktion, mit geliehenem Geld, wurde 1977 in einem kleinen Studio in Aachen auf einer achtspurigen Anlage die erste Platte aufgenommen. Sie erschien mit einer Auflage von 1000 Exemplaren unter dem Namen Sensationell! Ulrich Hundt & Schroeder auf freiem Fuß….!!! Die Platte enthielt Titel wie Die Bullen schlagen wieder zu und eine alternative Version des Deutschlandlieds, was sich nicht mit den politischen Einstellungen des Pianisten Didi Maaz vertrug, der daraufhin die Band verließ (damaliger Text: „Deutschland, Deutschland mir stinkt alles, was Dir an Dir selbst gefällt / Einigkeit und Recht und Freiheit wurden doch zu sehr gequält / Korruption, Gewalt und Willkür geht dem Staat leicht von der Hand / Denk auch mal an Deine Kinder, denke deutsches Vaterland“). Für den Schlagzeuger Horst Mittmann war vorher schon Richard Herten gekommen, der sein Studium als klassischer Schlagwerker aufgegeben hatte. 1978 begann die Schroeder Roadshow mit ihrer Tour durch die gesamte Bundesrepublik und wurde zunehmend bekannter. In Frankfurt am Main erzwangen Aktivistinnen der Frauenbewegung wegen angeblich chauvinistischer Texte in den Liedern Miss Trend und dem Strichjungenwalzer den Abbruch eines Auftritts. Ein Artikel im Frankfurter Stadtmagazin PflasterStrand, der in die gleiche Richtung zielte, sorgte für zusätzliche kostenlose Werbung. Beim alternativen Trikont-Verlag wurde HaGe Hein auf die Band aufmerksam, bot sich als Manager an und sorgte für einen Plattenvertrag.

### Gerd Köster als Krankenvertretung
Ende 1978 nahm die Schroeder Roadshow noch mit Uli Hundt als Sänger die Platte Anarchie in Germoney auf. Innerhalb von 11 Tagen, aber professioneller eingespielt als der Vorgänger, erschien die Platte mit einem Cover des Comiczeichners K. H. Schrörs, der ebenfalls die nächsten Platten gestalten sollte und auch das Plakat zur wieder unterwegs-Tour zeichnete. Dieses Plakat, „Das so geil ist, dass es in keiner Stadt länger als ein paar Stunden hängen bleibt – neben dem obligaten Che-Guevara-Plakat und ein paar Indianer-Postern ist es wohl das meistvertretene Poster in Deutschlands WG-Küchen und -Dielen“ (Rich Schwab auf seiner Homepage).
Als die neue Tour im Februar 1979 bereits vollständig gebucht war, fiel Sänger, Gitarrist, Komponist und Texter Uli Hundt wegen einer Nierenerkrankung aus. Drei Tage vor Tourbeginn konnte als jüngstes Bandmitglied der 22-jährige Altenpfleger und Sänger bei Zarah Zylinder Gerd Köster gewonnen werden. Köster fügte sich innerhalb kürzester Zeit in das Bandkonzept ein und sollte live zum idealen Frontmann der Roadshow werden. Unter anderem trat die Band auf ihrer elfmonatigen Tour beim Rock-gegen-Rechts-Festival in Frankfurt und bei Umsonst und draußen in Vlotho auf. Als Schroeder Roadshow am 30. Oktober 1980 im Metropol in Berlin ein Konzert für den Rockpalast des WDR spielten, war als neuer Gitarrist Frank Hocker (wie Köster von Zarah Zylinder kommend) mit dabei.

### Die grüne Raupe und die Scherben
1983 unterstützte der Konzert- und Tourneeveranstalter Fritz Rau, bekräftigt durch Petra Kelly, die junge Partei Die Grünen in ihrem Bundestagswahlkampf, indem er die Grüne Raupe organisierte. Hierbei handelte es sich um Polit-Veranstaltungen, bei denen grüne Redner Ansprachen hielten und der Friedensbewegung nahestehende Bands unentgeltlich für den musikalischen Rahmen sorgten. Neben Udo Lindenberg und Gianna Nannini war auch die Schroeder Roadshow mit dabei. Bei dieser Gelegenheit vereinbarten Fritz Rau und HaGe Hein eine gemeinsame Tour von „Gottes beiden Lieblingsbands“ (Fritz Rau) Ton Steine Scherben und Schroeder Roadshow. Der Rockpalast-Regisseur Christian Wagner hielt diese Tour in einem fünfeinhalbstündigen Film fest. Mit dabei auch die spätere Grünen-Politikerin Claudia Roth als Managerin, über die Rich Schwab später sagte: „Dass sie uns ‚Schroederles‘ nannte, war verzeihlich – schließlich kommt die Frau aus Schwaben. Aber sie tat das mit Vorliebe in Hotels, morgens um halb acht, um uns darauf aufmerksam zu machen, dass der Tourbus abfahrbereit sei – drei Stunden nach dem letzten Drink an der Hotelbar! Das ist unverzeihlich.“

### Das Ende der Schroeder Roadshow
Als Uli Hundt und Rich Schwab die Schroeder Roadshow 1984 verließen (Uli Hundt hatte Uli Hundt & die Betablocker gegründet, dann Uli Hundt & Der Wahnsinn), nannte sich die Band nur noch Schroeder. Auf der Platte Hurra war von den Gründungsmitgliedern keines mehr dabei. Als Bandmitglieder sind angegeben: Köster / Hocker / Fedde / Heidl / Sagemüller. Gerd Beracz, Rich Schwab und Günter Komposch traten nur noch als Gäste in Erscheinung. Auch K. H. Schrörs, der durch seine Covergestaltung das Erscheinungsbild der Platten geprägt hatte, war nicht mehr dabei. Nach einem zweiten Auftritt im Rockpalast im Jahr 1985 in der Markthalle Hamburg wurde es langsam still um die Band und es wurde keine Studioplatte mehr aufgenommen. Einige der Musiker traten 1986 noch einmal unter dem Namen Die Firma in Burglengenfeld beim Anti-WAAhnsinns-Festival vor 120.000 Zuschauern auf. Als sie im September 1988 noch einmal beim Werner-Rennen des Comic-Zeichners Brösel auf dem Flugplatz Hartenholm vor 200.000 Zuschauern in nahezu alter Besetzung spielten, wurde der Mitschnitt des Konzertes ihre letzte Veröffentlichung. Ihr letzter Auftritt vor der Auflösung der Band war ein Jahr später beim Werner-Revival-Fest.
Im Laufe ihrer Karriere hatte Schroeder Roadshow unter anderen mit Wolf Maahn (ab 1981) als Produzent und Wolfgang Niedecken zusammengearbeitet.
In einer „Schroeder-Pause“ 1982 gründeten Köster und Hocker für kurze Zeit das Rock-Quartett Die jeilen Träumer und veröffentlichten bei Trikont ein gleichnamiges Album.
Nach seiner Zeit bei Schroeder startete Gerd Köster seine Solokarriere mit dem Tom-Waits-Projekt The Piano Has Been Drinking. Im Zuge der Popularität von The Piano has been drinking fanden sich viele Ex-Mitglieder von Schroeder Roadshow zu einem Abschiedskonzert zusammen. Unter dem Motto „Einigkeit und Recht auf Freibier“ spielten sie in großer Besetzung (u. a. mit Hundt und Köster) am 15. Januar 1992 im Kölner E-Werk.

### Neuer Start
Nach einer ersten Präsentation der neuen Formation von Schroeder Roadshow im August 2008 in Berlin erschien Ende 2008 eine neue CD, bei der mehrere Musiker der Originalbesetzung und auch Uli Hundt wieder beteiligt waren. Als Gastmusiker wirkte u. a. Klaus der Geiger mit. Die Kritiken waren unterschiedlich. Westzeit schrieb, die CD sei „stimmig und rund“, während sound & image schrieb, es handele sich um „nichts anderes als sentimentaler Retrosound mit Texten, die höchstens noch einen Frühpensionär an seine Jugend erinnern.“ Im Dezember 2008 startete eine Tournee mit zwei Konzerten in Düren im dortigen Komm-Zentrum. Nach dem plötzlichen Tod des Saxophonisten Günter Komposch (Künstlername Jesus Canneloni bzw. früher auch Jesus Caneloni und Jesus Cannelino) am 24. März 2009, der auch bei Free-Jazz-Projekten wie Intermission Orchestra mit Frank Köllges oder Triple Trip Touch (aka T.T.T.) mit Frank Wollny, Markus Lüpertz u. a. mitwirkte, sind keine Aktivitäten der Schroeder Roadshow mehr bekannt.

### Zitate
„Die deutschen Stones – nur klüger …“

## Diskografie

### Veröffentlichungen der Schroeder Roadshow
- 1977: Sensationell! Ulrich Hundt & Schroeder auf freiem Fuß….!!! (Zarah Zylinder Records)
- 1979: Anarchie in Germoney (Trikont)
- 1980: Live in Tokio (Trikont)
- 1982: DEUTSCHLAND DEUTSCHLAND ... , Liveaufnahme (Trikont)
- 1983: Wir lieben das Land (EMI)
- 1984: Hurra (EMI)
- 1988: Live beim Rennen (EMI)
- 2008: Rock’n’Roll-Chansons vom Hinterhof der Träume (Westpark)

### Sonstige Veröffentlichungen von Uli Hundt
- 1981: Uli Hundt & die Betablocker: Schweinehundt (Trikont)
- 1986: Uli Hundt & Der Wahnsinn: Placebo (Trikont)